# Nato

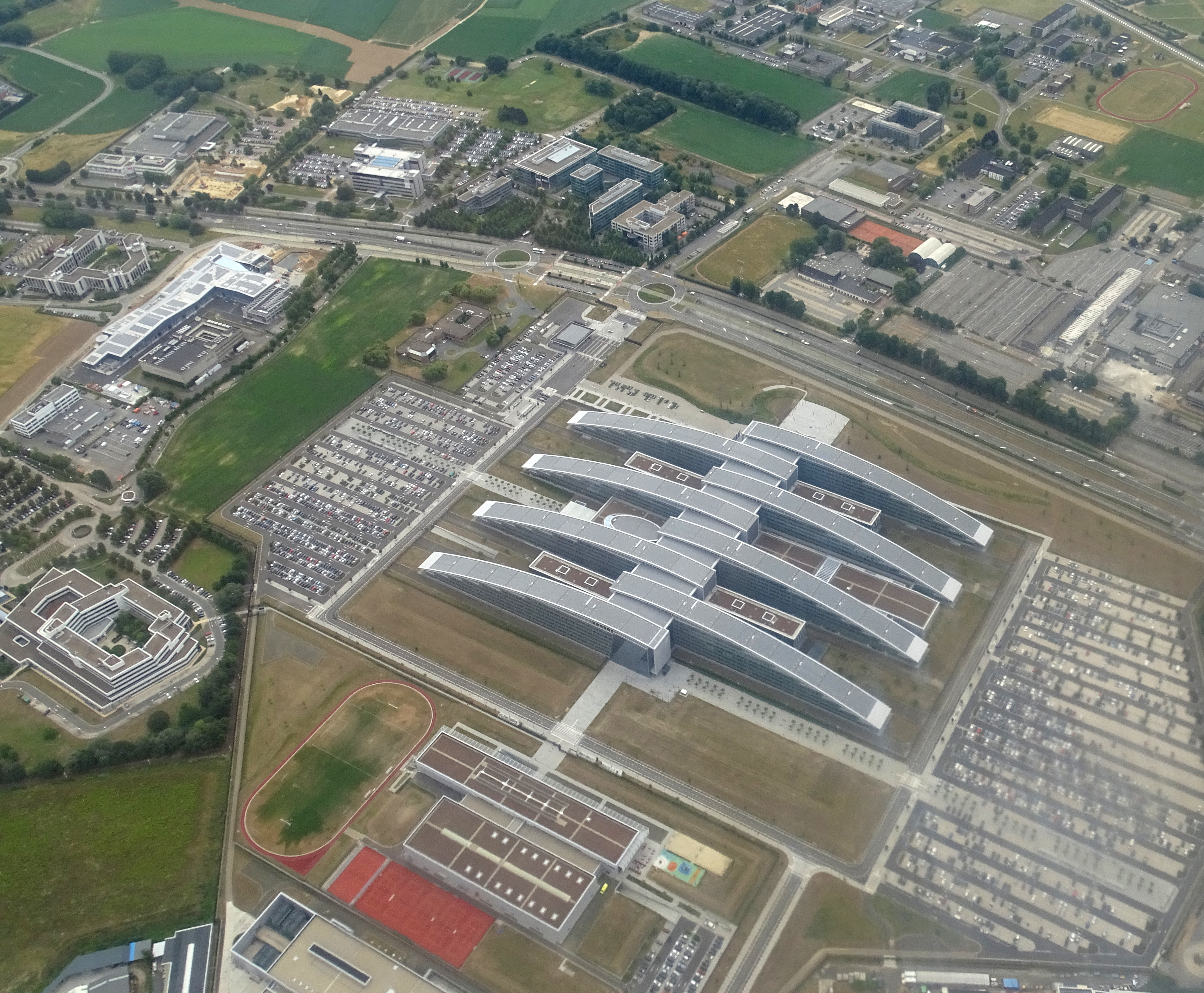
Natos högkvarter i Bryssel, Belgien.

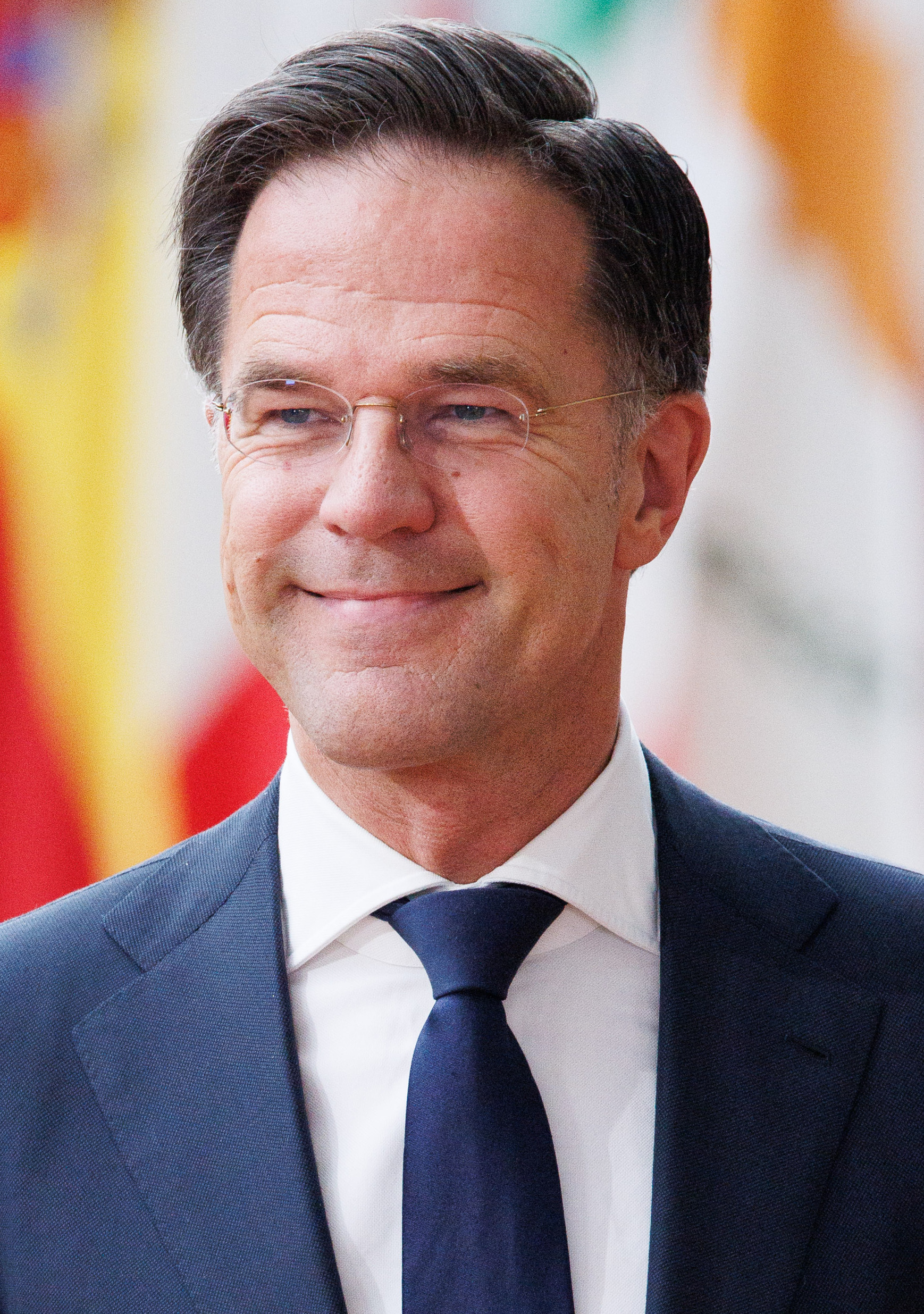
Mark Rutte är Natos generalsekreterare.

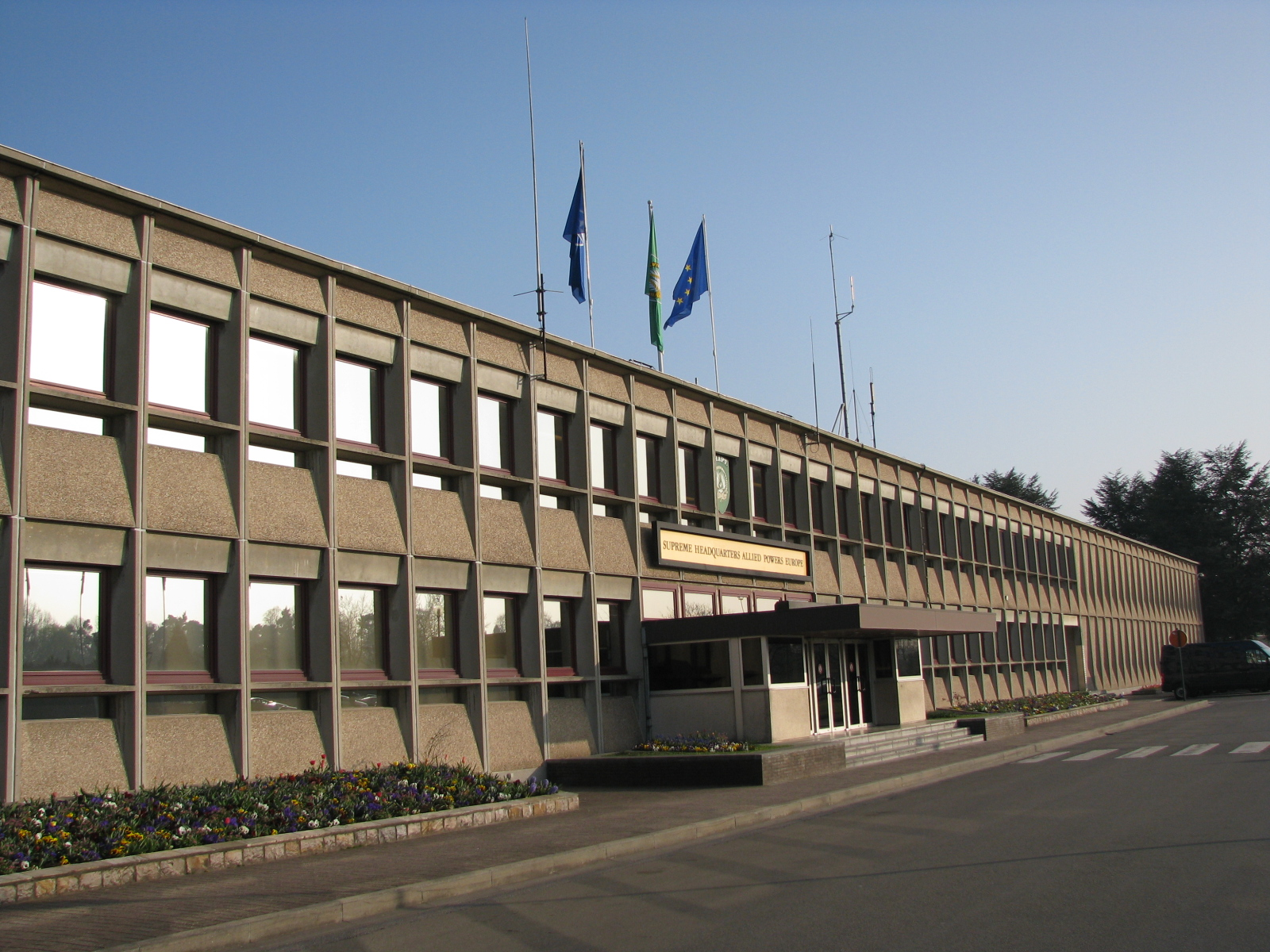
Supreme Headquarters Allied Powers Europe (SHAPE) utanför Mons i Belgien är det militära högkvarteret för SACEUR och Allied Command Operations (ACO).

Nordatlantiska fördragsorganisationen (förkortat Nato efter det engelska namnet North Atlantic Treaty Organization), även känd som Atlantpakten eller Atlantpaktsorganisationen, är en mellanstatlig militär allians mellan 32 stater i Europa och Nordamerika. Natos syfte är att arbeta för och säkerställa fred och säkerhet i medlemsstaterna.
Samarbetet regleras genom nordatlantiska fördraget som undertecknades den 4 april 1949 och trädde i kraft den 24 augusti 1949. Den viktigaste beståndsdelen i samarbetet är den kollektiva försvarsklausulen i artikel 5 i fördraget, som föreskriver att ett väpnat angrepp på någon av medlemsstaterna i Europa eller Nordamerika ska betraktas som ett angrepp mot dem alla och att en attackerad medlemsstat följaktligen ska bistås av övriga medlemmar.
Ursprungligen var Nato främst en politisk sammanslutning, men i och med Koreakriget, som inleddes i juni 1950, byggdes en militär struktur upp. Natos förste generalsekreterare Hastings Ismay yttrade att organisationens mål var att ”hålla Sovjetunionen ute, amerikanerna inne och tyskarna nere”. Under kalla kriget rådde periodvis tvivel angående styrkan i förhållandet mellan de europeiska staterna och USA, tillsammans med tvivel angående trovärdigheten rörande Natos försvar gentemot en eventuell sovjetisk invasion. Dessa tvivel ledde bland annat till att Frankrike utvecklade egna kärnvapen. Efter Berlinmurens fall 1989 uppstod vänligare relationer mellan Nato och tidigare potentiella fiender i öst, inklusive en tillfällig förbättring av relationen med Ryssland. I mars 1999 respektive mars 2004 välkomnades totalt tio nya medlemmar, varav tre hade varit en del av Sovjetunionen och ytterligare sex hade varit en del av Warszawapakten.
Den 1 oktober 2024 tog Mark Rutte över rollen som generalsekreterare efter Jens Stoltenberg.

## Bakgrund
I efterförloppet av andra världskriget försämrades Västeuropas och USA:s relation med Sovjetunionen. År 1946 använde Winston Churchill begreppet järnridån för att beskriva denna utveckling och året efter lanserade USA Trumandoktrinen och Marshallplanen. USA:s nya utrikespolitik signalerade ett ökat engagemang i Europa och ett försök att begränsa kommunismens spridning och Sovjetunionens inflytande i regionen. Pragkuppen i februari 1948 ledde till att Tjeckoslovakien blev en sovjetisk marionettstat, varefter det militära samarbetet mellan Sovjetunionen och västmakterna, som i viss mån fortsatt fungera efter andra världskriget löstes upp. Dunkirkfördraget från 1947 följdes av Brysselpakten, som etablerades 17 mars 1948 genom undertecknandet av Brysselfördraget. Pakten innebar att gemensamma försvarsgarantier upprättades mellan de fem länderna Storbritannien, Frankrike, Nederländerna, Luxemburg och Belgien.

### Förhandlingar och bildande

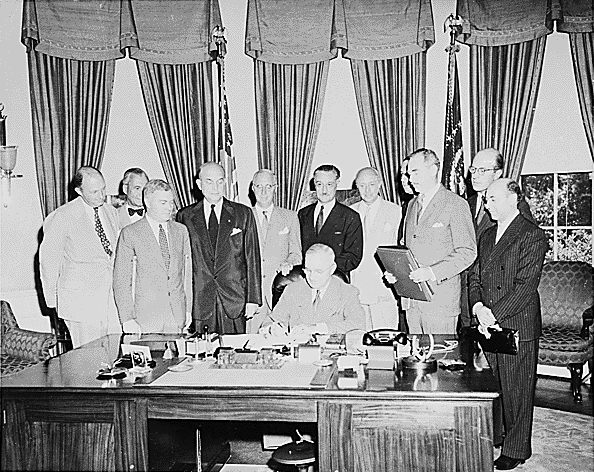
USA:s president Harry Truman undertecknar Atlantpakten den 24 augusti 1949.

I juni 1948 eskalerade det kalla kriget i och med Sovjetunionens blockad av Berlin, varvid västmakterna svarade med att etablera en luftbro för att flyga in förnödenheter. Från amerikansk sida fanns det både hos militären och inom politiken fortfarande ett visst stöd för fortsatt isolationism och ansträngningarna för en transatlantisk försvarsallians tilltog först efter valet i november 1948. Bland Brysselpaktens medlemmar fanns ett initialt motstånd mot att inkludera fler medlemmar och späda ut de amerikanska resurserna. Kontroll över Atlanten var dock av stor strategisk betydelse för USA och alliansen, varför förhandlingarna resulterade i ytterligare fyra europeiska medlemsstater. Försvarsalliansen Nato bildades i samband med att nordatlantiska fördraget undertecknades den 4 april 1949 och trädde i kraft den 24 augusti 1949. Alliansen bestod av de 12 länder som undertecknat och ratificerat fördraget: USA, Belgien, Danmark, Frankrike, Island, Italien, Kanada, Luxemburg, Nederländerna, Norge, Portugal och Storbritannien.

### Nordatlantiska fördraget
Grunderna för militäralliansen regleras av nordatlantiska fördragets inledning och 14 artiklar. Inledningen gör klart att alliansen ska verka i enlighet med FN-stadgan och demokratiska värderingar samt verka för fred och säkerhet. Kärnan i fördraget utgörs av artikel fem som anger ramarna för den ömsesidiga försvarsgarantin. Enligt artikel fem förbinder sig alla alliansens medlemmar att agera i händelse av väpnat angrepp mot någon av medlemmarna i Europa eller Nordamerika. Fördraget beskriver också principerna för ratificering, inträde, utträde, bildandet av Nordatlantiska rådet samt stöd vid övriga hot mot medlemsstaternas säkerhet. De engelsk- och franskspråkiga versionerna av fördraget likställs.

## Historia

### Nato under kalla kriget

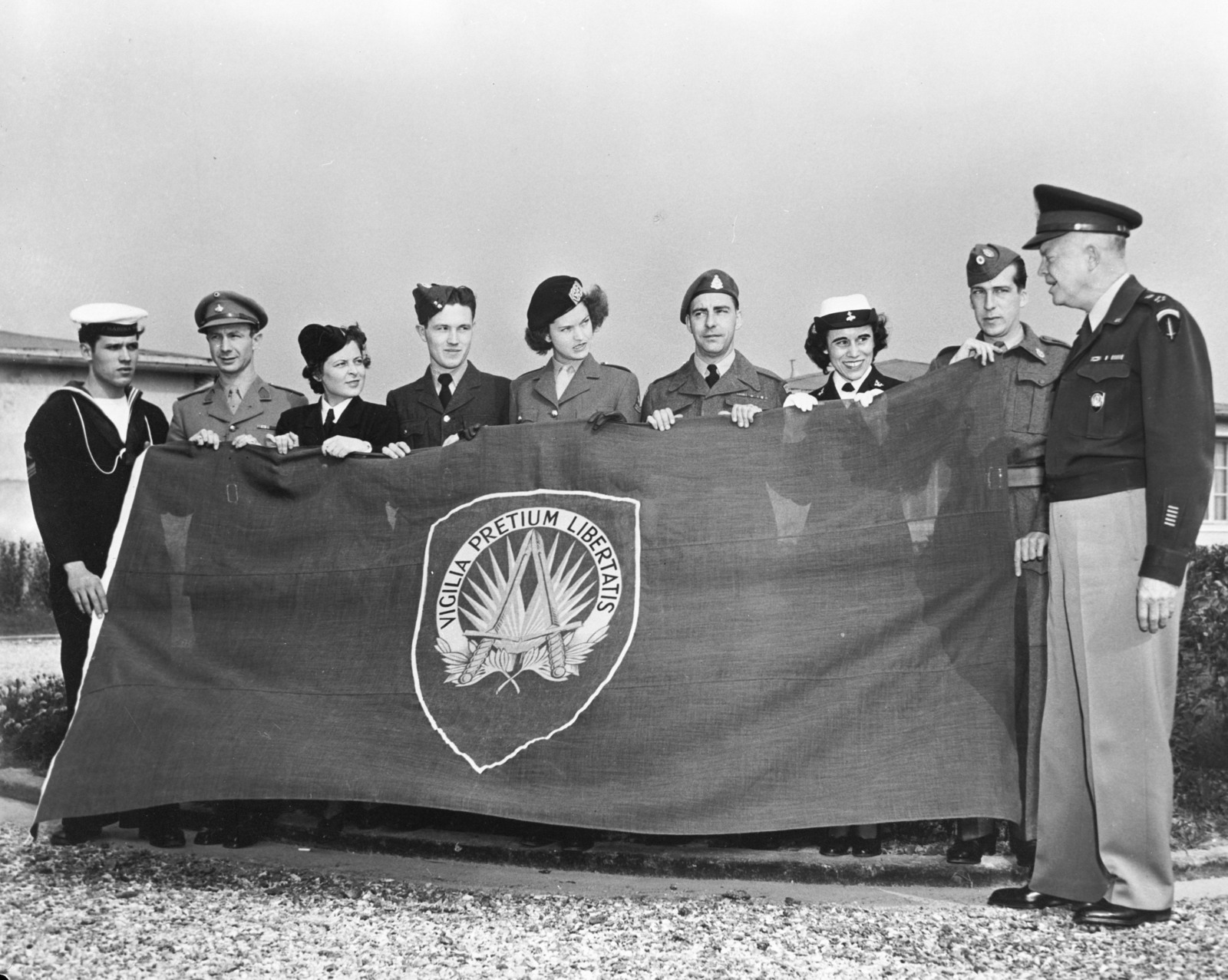
Eisenhower med Natos första flagga.

I samband med undertecknandet bad Brysselpaktens medlemmar om understöd från USA. Ett stödpaket med militärutrustning motsvarande en miljard dollar godkändes av USA:s kongress samma höst. Som en förutsättning för stödet antog Natomedlemmarna i januari 1950 alliansens första strategiska koncept, ett dokument som fastslog ramarna för alliansens verksamhet och dess strategiska position gentemot Sovjetunionen. Utbrottet av Koreakriget 1950 skapade oro för ett sovjetiskt angrepp i Västeuropa och för att USA:s militärresurser skulle bli låsta i Asien. Istället ökade USA sitt engagemang i Europa och utfärdade ytterligare ett stödpaket om fyra miljarder dollar till de europeiska medlemmarnas försvarsmakter. År 1951 byggdes militärorganisationen Nato upp. Som dess första överbefälhavare (SACEUR) tillsattes Dwight D. Eisenhower och som första generalsekreterare valdes Hastings Ismay. Redan 1952 anslöt sig Grekland och Turkiet till alliansen.
De av västmakterna ockuperade delarna av Tyskland ansågs otillräckligt skyddade, vilket ledde till Västtysklands erkännande som suverän stat och inträde i Nato 1955. Några dagar senare bildades, under sovjetisk ledning, den rivaliserande militäralliansen Warzawapakten. Året efter utbröt Suezkrisen, som fick konsekvenser för alliansen trots att den utspelade sig utanför Nato-området. USA valde att ta parti för Storbritanniens och Frankrikes motståndare i konflikten. Med britterna förbättrades relationerna igen efter hand, men Frankrike och USA gled allt längre ifrån varandra. Från fransk sida fanns redan tidigare ett missnöje för både USA:s utrikespolitik och att Nato blivit så stort. Frankrike var dessutom uteslutet från den gemensamma kärnvapenplaneringen och slutförde istället sitt eget kärnvapenprogram under början av 1960-talet. År 1966 tog de Gaulle Frankrike ur det militära samarbetet i Nato-organisationen, men landet kvarstod som medlem av atlantpakten. Försvarshögkvarteret SHAPE flyttades året efter från Frankrike till Mons i Belgien.
Parallellt med utvecklingen inom Nato hade Europeiska kol- och stålgemenskapen bildats år 1951 och Europeiska ekonomiska gemenskapen (EEG) bildats 1958. Brysselpakten utvidgades 1954 och bytte namn till Västeuropeiska unionen, men fick en sekundär roll jämfört med Nato och EEG. Spänningarna under kalla kriget tilltog under 1950-talet med Sovjetunionens respons mot revolterna i Östtyskland 1953 samt Polen och Ungern 1956. År 1957 antog Nato ett nytt strategiskt koncept som byggde på "massiv vedergällning" med kärnvapen vid ett eventuellt angrepp. Uppskjutningen av Sputnik samma år och Sovjetunionens utveckling av interkontinentala kärnvapenrobotar ledde till oro i Natosamarbetet. Både USA:s ställning i den teknologiska kapprustningen och vilja att riskera kärnvapenangrepp för att skydda Europa ifrågasattes. Berlinkrisen 1961 följde och Kubakrisen 1962 hotade att utlösa ett kärnvapenkrig. Därefter skedde försök att få till en avspänning mellan stormakterna och 1967 antogs ett nytt strategiskt koncept som minskade betoningen på kärnvapenanvändning. Från år 1969 ansågs kärnvapen vara en absolut sista utväg. I USA etablerades en kommandokedja där den amerikanska presidenten hade det slutliga ansvaret för att avfyra amerikanska kärnvapen. Som en konsekvens av USA:s inblandning i Vietnamkriget minskade även antalet amerikanska trupper stationerade i Europa.

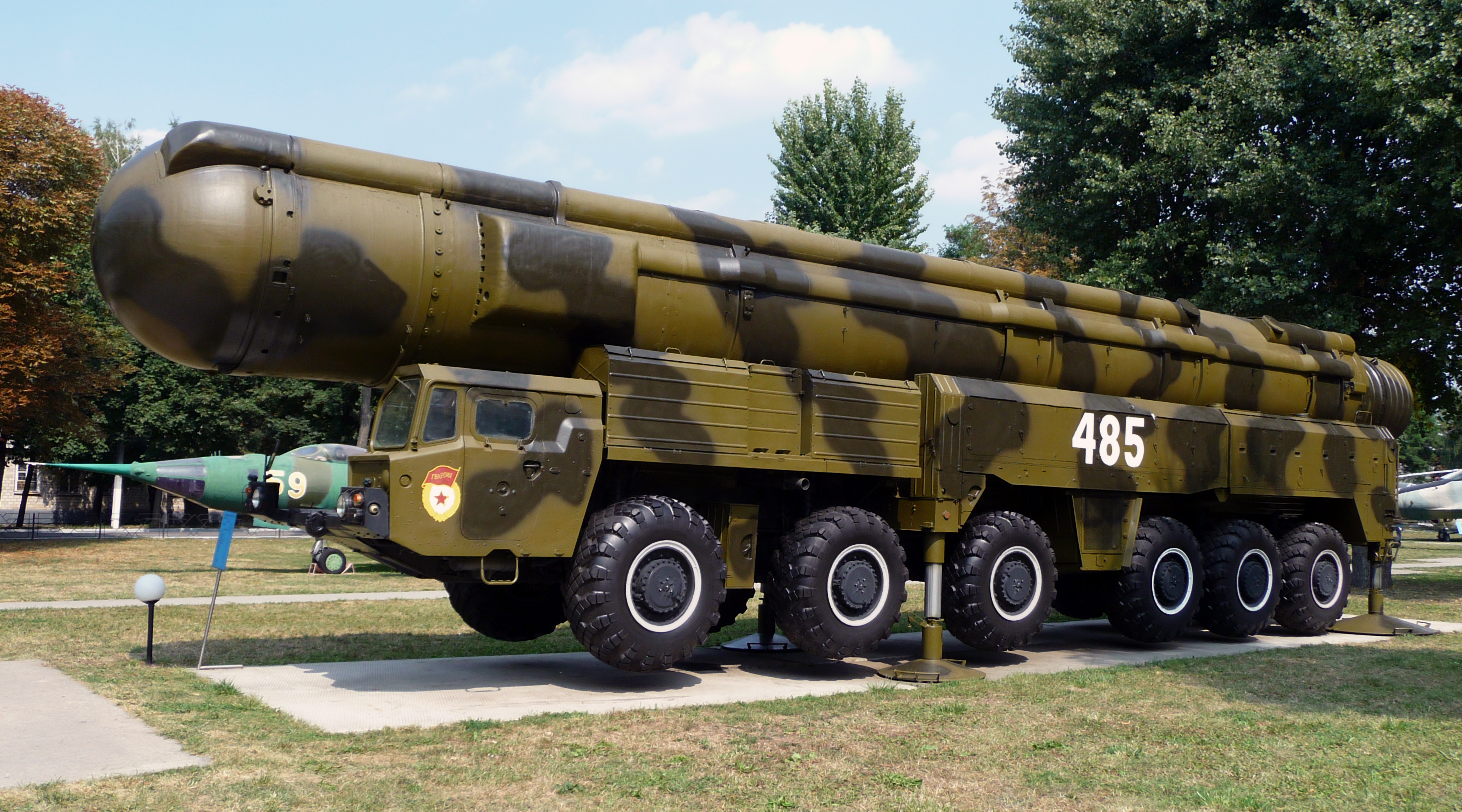
Den sovjetiska medeldistansroboten RSD-10 Pioneer med Nato-rapporteringsnamn SS-20 Saber.

Vid början av 1970-talet inleddes bilaterala samtal mellan USA och Sovjetunionen om en begränsning av strategiska kärnvapen som ledde till att SALT I-avtalet undertecknades 1972. Inom Nato ökade motsättningarna när USA nekades tillträde till flera medlemsländers militärbaser i samband med Jom Kippurkriget 1973. Sedan utbröt Cypernkrisen året därpå med konsekvenser för de grekisk-turkiska relationerna, men även de amerikansk-turkiska relationerna krackelerade och all amerikansk trupp tvingades lämna Turkiet. Under 1970-talet minskade USA:s försvarsutgifter samtidigt som Sovjetunionens ökade. I takt med att Sovjetunionen placerade ut flera medeldistansrobotar i Europa mot slutet av 1970-talet svarade USA med samma mynt och upprustningen var ett faktum.
Utvecklingen i Spanien efter Francos död möjliggjorde landets inträde i Nato 1982. I början av 1980-talet påbörjades nya bilaterala samtal om kärnvapennedrustning och när Michail Gorbatjov tillträde som ledare för Sovjetunionen 1985 ledde det till förbättrade relationer med USA och Nato. Under 1980-talet blev tydligt att Warzawapakten saknade ekonomiska förutsättningar för att fortsätta kapprustningen mot USA. Årtiondet präglades även av demonstrationer och strejker i Östeuropa som ytterligare destabiliserade Sovjetunionen. I och med Berlinmurens fall 1989, samt Warzawapaktens och Sovjetunionens kollaps 1991 hade det kalla krig som börjat åren före alliansens bildande till sist tagit slut. Efter Tysklands återförening tilläts den enade nationen, efter en serie förhandlingar, kvarstå som medlem.

### Efter kalla kriget
I och med Sovjetunionens kollaps kvarstod USA ensamt som global stormakt samtidigt som ett antal stater i Europa återfick sin autonomi. Den nya ordningen ledde till osäkerhet kring Natos roll och huruvida organisationens existens fortfarande var berättigad. I Europa utvecklades parallella mellanstatliga organisationer under 1990-talet. Europeiska unionen bildades och formaliserade sin gemensamma utrikes- och säkerhetspolitik genom bland annat Maastrichtfördraget. Europeiska säkerhetskonferensen fick större vikt genom omvandlingen till organisationen OSSE. Nato hade samtidigt inlett dialog med flera länder från den tidigare Warsawapakten, inklusive Ryssland. Samarbetet formaliserades från 1991 i Nordatlantiska samarbetsrådet som 1994 kompletterades av samarbetet Partnerskap för fred (PFF) för alliansfria länder i Europa. Samma år grundades samarbetet Medelhavsdialogen (MD) med flera länder runt medelhavet.

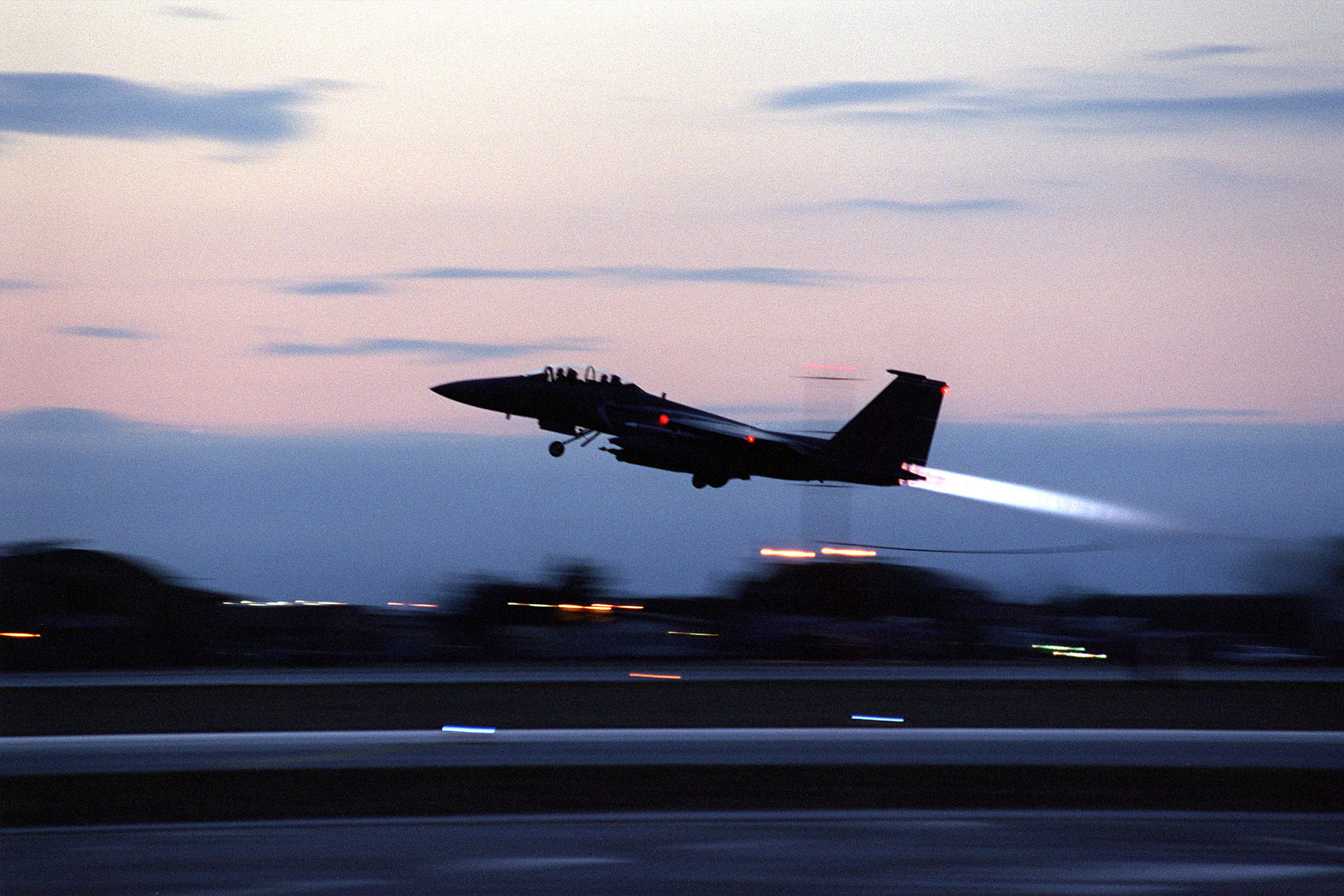
McDonnell Douglas F-15 Eagle från USA:s flygvapen lyfter från Aviano flygbas i samband med Natos flygbombningar av Jugoslavien 1999.

Flera Natomedlemmar ingrep militärt under USA:s ledning mot Irak under Kuwaitkriget. 1990-talet präglades också av konflikter på Balkanhalvön. Efter Srebrenicamassakern i juli 1995 inleddes en Natostyrd offensiv som framtvingade Daytonavtalet, varefter de Natoledda fredsbevarande styrkorna IFOR och SFOR avlöste varandra. Dittills hade interventionerna skett under FN-mandat, men när Nato möttes av veto i FN:s säkerhetsråd under Kosovokriget valde organisationen ändå att agera militärt. Nato ansåg att flygbombningarna av Jugoslavien 1999 var motiverade för att förhindra etnisk rensning. Den efterföljande Natoledda fredsbevarande insatsen KFOR kunde dock ske med FN:s goda minne.
Som komplement till PFF omvandlades Nordatlantiska samarbetsrådet 1997 till det Euroatlantiska partnerskapsrådet. Ett flertal central- och östeuropeiska stater som deltog i dessa samarbeten hade påbörjat ett reformarbete för att kvalificera sig för Nato- och EU-medlemskap; Polen, Tjeckien och Ungern blev i mars 1999 de första östeuropeiska Natomedlemmarna. För att blidka Ryssland som förhöll sig kritiskt till utvidgningen försäkrades att inga trupper eller kärnvapen skulle placeras ut i de nya medlemsländerna.

#### Efter 11 september 2001

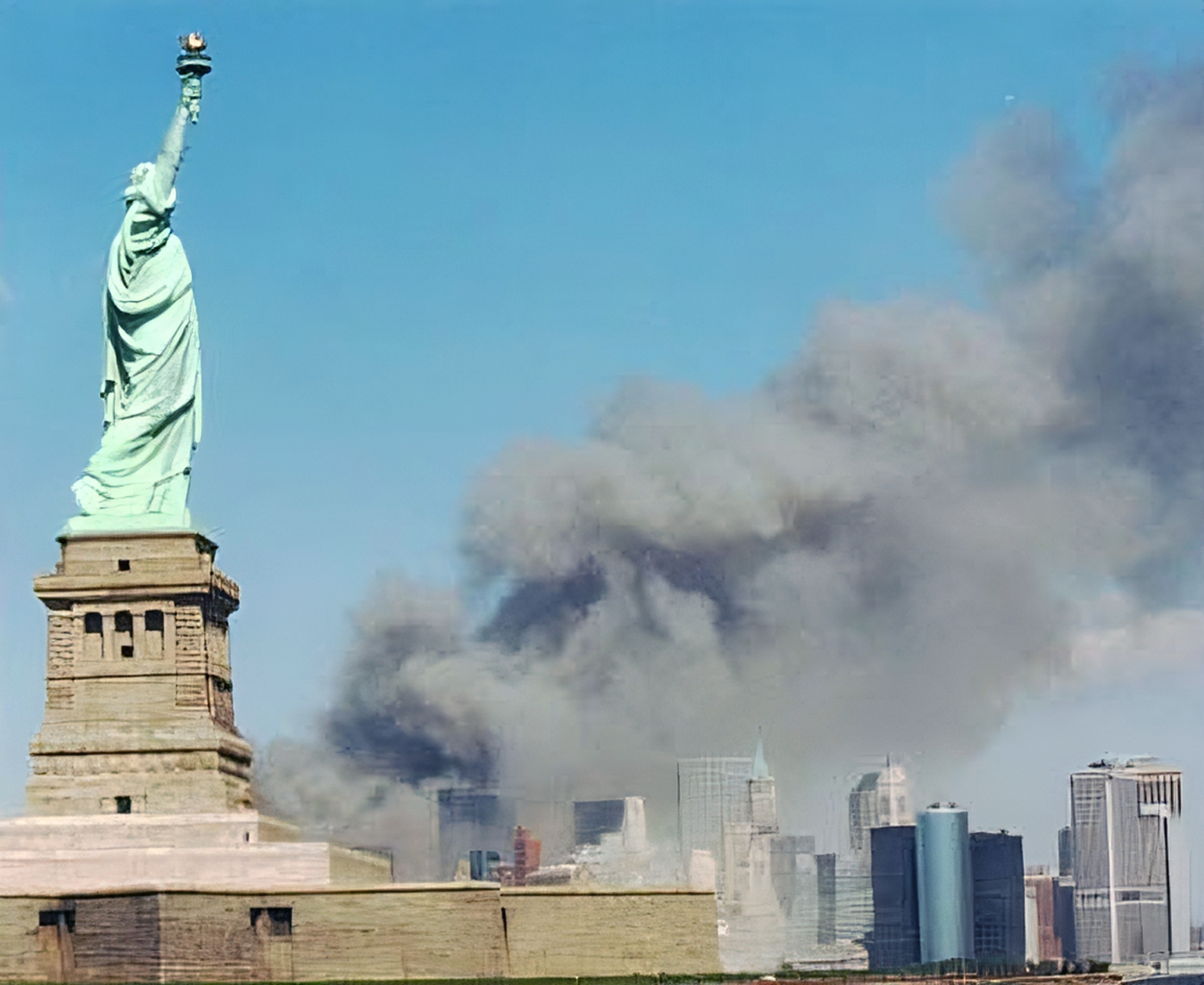
11-septemberattackerna 2001 i USA utlöste för första gången artikel 5.

Dagen efter terrorattentatet den 11 september 2001 nådde Nordatlantiska rådet den enighet som krävs för att aktivera nordatlantiska fördragets artikel 5. Nato fick spela en omedelbar roll genom att patrullera USA:s kuster med sina AWACS-plan och genom antiterror-operationen Active Endeavour i medelhavet. Det  efterföljande Afghanistankriget inleddes av USA och Storbritannien med FN-stöd i oktober 2001. Först två år senare blev Nato-organisationen formellt inblandad som ledare för ISAF-styrkorna i landet. För en insats i Irak saknades FN-stöd och när USA och Storbritannien 2003 inledde Irakkriget valde de även att agera utan Natos inblandning. Kriget ledde ändå till spänningar inom Nato där tunga medlemsländer som Frankrike och Tyskland var kritiska till både själva kriget och påståendena om Iraks massförstörelsevapen.
Under 2002 grundades Nato-Rysslandsrådet för att möjliggöra ökad dialog med Ryssland. Parallellt med krigföringen i Mellanöstern grundades 2004 Istanbulinitiativet (ICI) för att fördjupa Natos samarbeten med flera länder i området. Samma år gick Bulgarien, Estland, Lettland, Litauen, Rumänien, Slovakien och Slovenien med i Nato. Totalt hade nu Nato utvidgats med tio medlemmar under loppet av fem år, varav flera tidigare medlemmar av Warzawapakten. Ryssland reagerade tydligt negativt på denna andra runda av utvidgningar. Vid Natotoppmötet i Bukarest 2008 utlovades medlemskap till Georgien och Ukraina. I augusti samma år ockuperades de Georgiska områdena Abchazien och Sydossetien av Ryssland som därefter erkände utbrytarrepublikernas självständighet. När Ryssland sedan ockuperade Krim under Krimkrisen 2014 avbröts samarbetet i Nato-Rysslandsrådet. Nato krävde att Ryssland skulle dra tillbaka sina trupper och svarade med att placera ut stridsgrupper och öka antalet flygpatruller i Polen och Baltstaterna. Under 2016 återupptogs samtalen i Nato-Rysslandsrådet. Efter Rysslands attack på Ukraina 2022 har ännu fler trupper och materiel placerats ut i Europa.

## Interventioner
Fram tills kalla kriget avslutades förhöll sig Nato relativt lågmält men i ett försvarsläge, även om vissa medlemsländer genomförde militära operationer på egen hand, som när USA deltog i Vietnamkriget eller när Storbritannien deltog i Falklandskriget. I början av 1990-talet genomfördes dock ett antal operationer av alliansen.
Genom att Nato lett flertalet multinationella FN-sanktionerade styrkor har "Nato kommit att definiera den globala standarden för internationellt militärt samarbete. Ett naturligt skäl härtill är att de länder som deltagit i Nato-ledd krishantering – bara i Afghanistan över 50 till antalet – har behövt anpassa sig till alliansens standard".
De genomförda interventionerna kan delas in i tre olika grupper: försvar, humanitär och krishantering.

### Operationer i början av 1990-talet
- Operation Anchor Guard i Turkiet från den 10 augusti 1990 till den 9 mars 1991.
- Operation Ace Guard i Turkiet från den 3 januari 1991 till den 8 mars 1991.
- Operation Allied Goodwill I & II i det kollapsade Sovjetunionen mellan den 4-9 februari och 27 februari – 24 mars 1992.
- Operation Agile Genie från den 1 till den 19 maj 1992.[75]

### Kriget i Bosnien och Hercegovina
Under 1990-talet kom Nato som allians att delta aktivt i strider för första gången.  
År 1993 till 1995 åtog sig Nato Operation Deny Flight.  Uppdraget bestod av tre delar; upprätthålla en flygförbudszon över Bosnien, ge FN:s markstyrka UNPROFOR luftunderstöd samt genomföra flyganfall mot styrkor som hotade de av FN proklamerade ’skyddade zonerna’.
Den 28 februari 1994 sköt Natostyrkor ned fyra bosnienserbiska stridsflygplan i FN:s flygförbudszon. Det var Natos första stridsaktion.
Natomedlemmen Nederländerna hade FN-uppdrag att skydda Srebrenica och den 6 juli 1995 började den serbiska offensiven kring staden. Nederländerna begärde flygunderstöd men blev nekade detta, då begärde Nederländerna upprepade gånger att Natomedlemmarna skulle ge flygunderstöd, vilket även de nekade. Resultatet blev det som kom att kallas Srebrenicamassakern.
År 1995 genomförde Nato uppemot 3 400 flygangrepp mot serbiska mål, detta som ett direkt svar på Markalemassakrerna där en marknad i Sarajevo blev attackerad den 28 augusti 1995. Detta ledde till en process som slutligen ledde till Daytonavtalet.

### Kriget i Kosovo
Den 24 mars 1999 inledde Nato en elva veckor lång bomboffensiv mot dåvarande Jugoslavien, efter att den jugoslaviska regeringen, med president Slobodan Milošević i spetsen, vägrat underteckna det så kallade Rambouilletavtalet. Målen för angreppen låg även långt inne i Serbien, och skadorna på infrastrukturen blev omfattande.
Offensiven blev både omdiskuterad och kritiserad då den inte var sanktionerad av FN. Då Ryssland hotat lägga in sitt veto i FN:s säkerhetsråd mot en FN-ledd styrka i Jugoslaviska federationen hade Nato valt att agera på eget initiativ.
FN:s resolution 1244 antogs den 10 juni 1999 och den 12 juni gick Nato-trupper in i landet. Åtta dagar senare, den 20 juni, avslutades kriget då samtliga serbiska trupper dragits tillbaka från Kosovo. Nato var därefter med om att bygga upp KFOR, en Natoledd fredsbevarande styrka med FN-mandat.

### Kriget i Afghanistan
År 1999 fastslog Nato att terroristattacker utgör ett hot mot Natos säkerhet och därmed kan bemötas av Nato-medlemmarna gemensamt (Natos artikel 5 om kollektivt försvar). Således kom terrorattackerna i USA den 11 september 2001 att definieras som en väpnad attack på landet. Därför aktiverade Nato för första gången artikel 5 den 12 september 2001, mindre än ett dygn efter attacken. Natos stöd bestod inledningsvis av operation Eagle assist, vilket var Natos första insats mot terrorism. Insatsen pågick från mitten av oktober 2001 till maj 2002 och bestod i huvudsak av att Nato-medlemmar patrullerade det amerikanska luftrummet med radarflygplan.
USA valde den 20 september 2001 att förklara krig mot terrorismen, och inledde med en attack mot den islamistiska talibanregimen i Afghanistan som ansågs beskydda al-Qaida, en terrorgrupp som även tidigare begått terrorbrott mot USA i och med attackerna mot de amerikanska ambassaderna i Nairobi och Dar es-Salaam 1998. Den 7 oktober 2001 inledde USA tillsammans med allierade operation Enduring Freedom genom bombattacker mot Afghanistan.
ISAF-styrkorna etablerades 2001 parallellt med amerikanska operation enduring freedom och var ett FN-sanktionerat uppdrag för att stabilisera situationen och stötta den afghanska övergångsregimen efter att talibanstyret fallit. ISAF innefattade styrkor från länder i och utanför Nato, däribland Sverige. ISAF-styrkorna leddes inledningsvis av Storbritannien. Därefter tog Turkiet över ansvaret innan Tyskland tog över. I augusti 2003 lades ansvaret för att leda ISAF-styrkorna över på Nato. År 2009 flyttades dock ansvaret igen, men då till en internationell stab, ISAF Joint Command.
Parallellt med ISAF:s pågående insats hade Nato upprättat ett eget uppdrag, NATO Training Mission-Afghanistan, som skulle utbilda Afghanistans säkerhetsstyrkor.
I samband med att ISAF-styrkorna avslutade sin insats i Afghanistan den 31 december 2014 påbörjade Nato ett nytt uppdrag, Resolute Support Mission som inleddes den 1 januari 2015. Även detta uppdrag innefattade personal från länder utanför Nato, däribland Sverige. I februari 2015 omfattade styrkan 13 000 personer som skulle bistå de afghanska säkerhetsstyrkorna med träning och stöd. I och med undertecknandet av Dohaavtalet 2020 trappades insatsen ner under 2021 och i augusti samma år drogs de sista styrkorna tillbaka. Då hade  talibanerna redan återtagit kontrollen över Afghanistan.

### Kriget i Irak
När USA valde att gå in i Irak den 20 mars 2003 med stöd av bland annat Storbritannien var Nato inledningsvis inte delaktigt. I december 2003 bad USA om Natomedlemmarnas stöd. USA:s intåg i Irak utlöste en kris bland Natomedlemmarna då både Frankrike och Tyskland var starkt kritiska till den amerikanska insatsen.
Natos inblandning i kriget i Irak bestod i huvudsak av en relativt liten stödoperation mellan åren 2004 och 2011. Uppdraget var att utbilda, handleda och assistera de irakiska säkerhetsstyrkorna. Utbildningsuppdraget syftade till att hjälpa Irak att bygga upp effektiva och ansvarsfulla säkerhetsstyrkor. Samtliga Nato-allierade bidrog på olika sätt till insatsen.
För att förstärka uppdraget samarbetade Nato också med Iraks regering i syfte att utveckla Natos långsiktiga relation med landet. Efter en begäran från Iraks regering utökade Nato sitt stöd i juli 2015, genom att tillhandahålla stöd för försvarsuppbyggnad och relaterad säkerhetskapacitet. Därefter genomfördes olika typer av utbildningsinsatser under de efterföljande åren. I januari 2017 etablerades Natos permanenta närvaro i Irak.

### Kriget i Libyen
I samband med att inbördeskriget i Libyen bröt ut 2011, fick Nato tillåtelse av FN:s säkerhetsråd att skydda den civila befolkningen mot regimens luftangrepp.

## Organisation

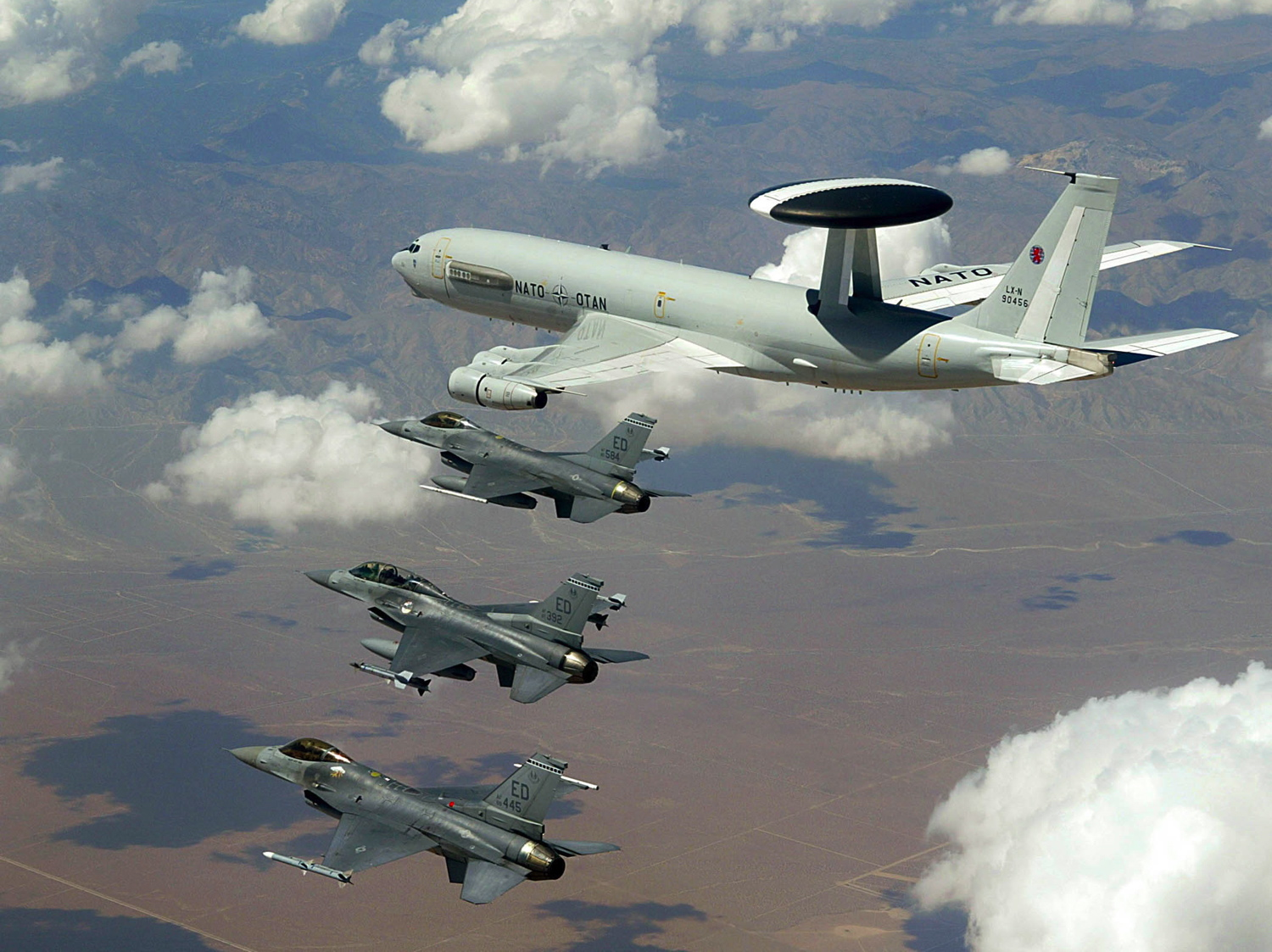
Nato har övervakningsflyg av typen Boeing E-3 Sentry i sin tjänst, som här stöds av tre amerikanska General Dynamics F-16 Fighting Falcons.

Nato är ett multilateralt samarbete vars organisation styrs av en politisk och militär ledningsstruktur. Dess militära resurser består nästan uteslutande av medlemsländernas egna försvarsmakter. Endast ett mindre antal AWACS-flygplan tillhör själva Nato-organisationen. Organisationen omfattar ungefär 4 000 civila tjänstemän och drygt 8 000 stabsofficerare.

### Organisationsstruktur

#### Politisk ledningsstruktur

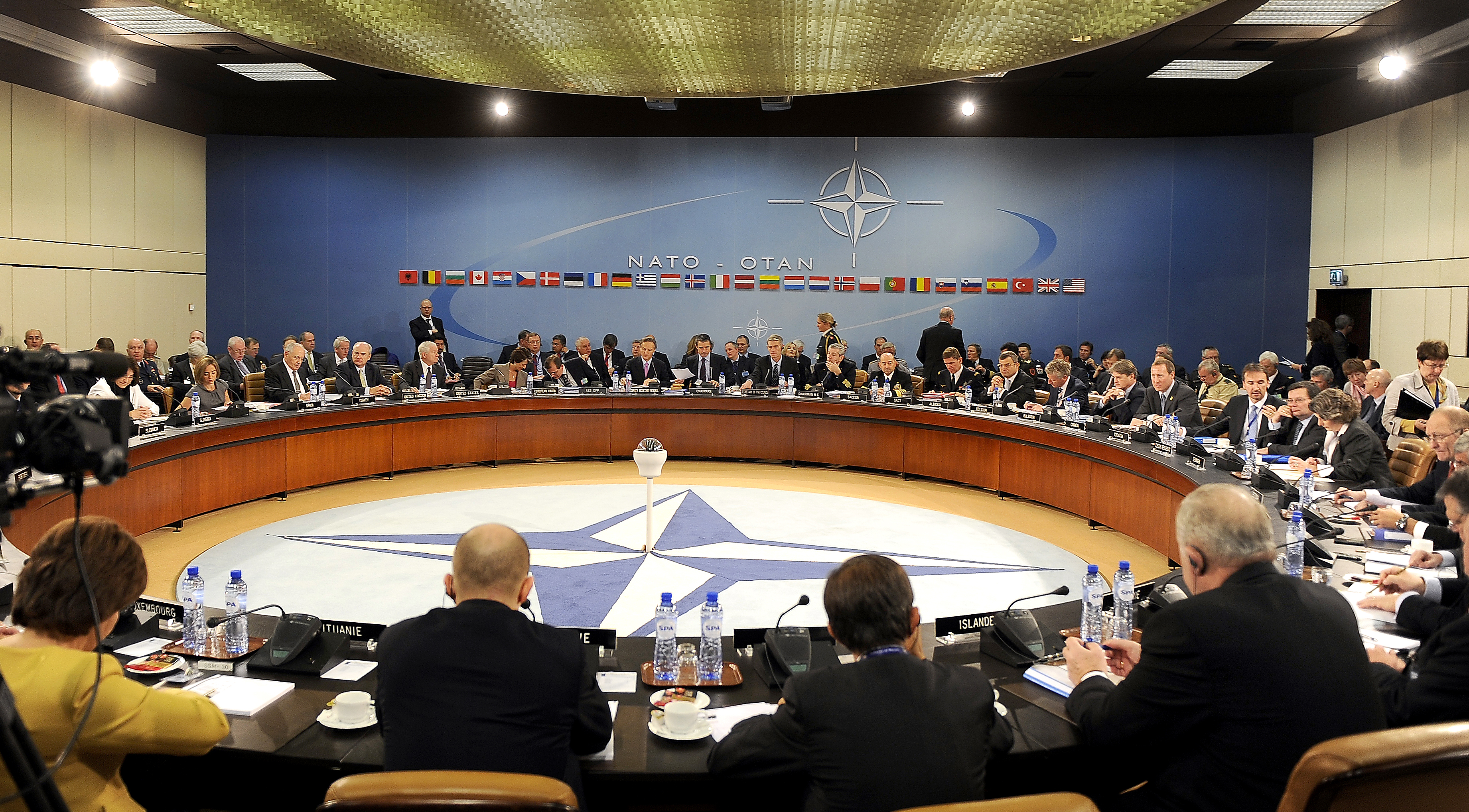
Medlemsstaternas försvars- och utrikesministrar möts i Natos högkvarter i Bryssel 2010.

Nordatlantiska rådet (North-Atlantic Council, NAC) är Natos högsta beslutande organ. Rådet fattar beslut i viktiga politiska frågor och övergripande försvarsplanering. Besluten kräver enighet, vilket ger samtliga medlemmar vetorätt. Medlemsländerna representeras i det löpande arbetet av sina Nato-ambassadörer. Ett par gånger per år sammanträder utrikes- och försvarsministrar. Vid särskilda tillfällen sammanträder medlemsländernas regeringschefer.
Arbetet i Nordatlantiska rådet leds av Natos generalsekreterare som i sitt arbete understöds av en stab. Ytterligare två viktiga civila organ är direkt kopplade till rådet. Försvarsplaneringskommittén (Defence Planning Committe, DPC) har ett särskilt ansvar för den gemensamma försvarsplaneringen. Arbetet leds av Natos generalsekreterare som sammanträder med medlemmarnas Nato-ambassadörer eller undantagsvis deras försvarsministrar. Kärnvapenplaneringsgruppen (Nuclear Planning Group, NPG) bildades 1967 för att ge medlemsländerna större inflytande över kärnvapenhanteringen och utplacering av kärnvapen. Nato har inga egna kärnvapen utan majoriteten av alliansens stridsspetsar tillhör USA, medan en mindre andel tillhör Frankrike och Storbritannien. Frankrike deltar dock inte i den gemensamma kärnvapenplaneringen. Utöver dessa organ finns ett större nätverk med civila kommittéer som behandlar och utreder olika frågor innan de vidarebefordras uppåt i organisationen för beslut.

#### Militär ledningsstruktur

Heraldisk vapensköld för International Military Staff (IMS).

Heraldisk vapensköld för Supreme Headquarters Allied Powers Europe (SHAPE).

Militärkommittén (Military Committee, MC) är Natos högsta militära organ, men är underordnad och har en rådgivande funktion gentemot Nordatlantiska rådet. Medlemsländerna företräds löpande av förordnade militärer och mer sällan av sina försvarschefer. Regelbundna möten sker även mellan militärkommittén och medlemmarna i PFF. Kommittén och dess ordförande biträds av Internationella militära staben (International Military Staff, IMS) som består av personal från samtliga medlemsstater. Utöver det rådgivande uppdraget ansvarar Militärkommittén för Natos två strategiska kommandon: Allied Command Operations (ACO) och Allied Command Transformation (ACT).
Det operativa befälet över ACO innehas av Supreme Allied Commander Europe (SACEUR), som av sed alltid är en amerikansk general eller amiral som utanför Nato för befäl över United States European Command. Denne har i rollen som SACEUR sitt högkvarter för Allied Command Operations (ACO) förlagt till Supreme Headquarters Allied Powers Europe (SHAPE) som är beläget utanför Mons i Belgien.

### Budget

#### Direkta kostnader
Natos gemensamma budget används till att finansiera Natos organisation, kommandon och militära infrastruktur. Kostnaden för detta motsvarade 2024 0,3 procent av medlemsstaternas försvarsbudgetar, totalt 3,8 miljarder euro. Varje medlemsland betalar en avgift till den gemensamma budgeten baserat på landets BNP. Direkta kostnader inkluderar Natos civila och militära budgetar och Natos investeringsprogram.
Kostnadsdelningsavtal för den civila budgeten, militärbudgeten och Natos säkerhetsinvesteringsprogram. Kostnadsdelning "vid 32" efter Sveriges anslutning. Gäller från 7 mars 2024 till 31 december 2024
| Nation         | Andel i procent |
| -------------- | --------------- |
| Albanien       | 0,0882          |
| Belgien        | 2,0447          |
| Bulgarien      | 0,3552          |
| Kanada         | 6,6840          |
| Kroatien       | 0,2910          |
| Tjeckien       | 1,0259          |
| Danmark        | 1,2744          |
| Estland        | 0,1213          |
| Finland        | 0,9057          |
| Frankrike      | 10,1940         |
| Tyskland       | 15,8813         |
| Grekland       | 1,0273          |
| Ungern         | 0,7380          |
| Island         | 0,0624          |
| Italien        | 8,5324          |
| Lettland       | 0,1550          |
| Litauen        | 0,2493          |
| Luxemburg      | 0,1645          |
| Montenegro     | 0,0283          |
| Nederländerna  | 3,3528          |
| Nordmakedonien | 0,0756          |
| Norge          | 1,7267          |
| Polen          | 2,9015          |
| Portugal       | 1,0194          |
| Rumänien       | 1,1931          |
| Slovakien      | 0,5014          |
| Slovenien      | 0,2212          |
| Spanien        | 5,8211          |
| Sverige        | 1,9277          |
| Turkiet        | 4,5927          |
| Storbritannien | 10,9626         |
| USA            | 15,8813         |
| NATO totalt    | 100,0000        |

#### Indirekta kostnader
Natos militära styrkor finansieras i praktiken genom medlemsstaternas försvarsbudgetar. USA har länge haft de överlägset största försvarsutgifterna inom Nato. Som mest har USA stått för 75 procent av Natos samlade utgifter. År 2023 stod Natos medlemsländer för 55 procent av de totala militärutgifterna världen över. Enbart USA stod för 68 procent av Natos militärutgifter och 37 procent av de globala militärutgifterna.
Sedan 2006 finns en överenskommelse om att samtliga medlemsstater ska lägga 2 procent av det egna landets BNP på sin egen försvarsbudget.
Följande tabell listar medlemsländernas militärutgifter för 2024.
| Nation         | Militära utgifter i miljarder USD | Andel av BNP i procent |
| -------------- | --------------------------------- | ---------------------- |
| Albanien       | 0,516                             | 2,03                   |
| Belgien        | 8,519                             | 1,30                   |
| Bulgarien      | 2,325                             | 2,18                   |
| Kanada         | 30,495                            | 1,37                   |
| Kroatien       | 1,624                             | 1,81                   |
| Tjeckien       | 6,834                             | 2,10                   |
| Danmark        | 9,940                             | 2,37                   |
| Estland        | 1,437                             | 3,43                   |
| Finland        | 7,308                             | 2,41                   |
| Frankrike      | 64,271                            | 2,06                   |
| Tyskland       | 97,686                            | 2,12                   |
| Grekland       | 7,684                             | 3,08                   |
| Ungern         | 4,889                             | 2,11                   |
| Italien        | 34,462                            | 1,49                   |
| Lettland       | 1,421                             | 3,15                   |
| Litauen        | 2,300                             | 2,85                   |
| Luxemburg      | 0,785                             | 1,29                   |
| Montenegro     | 0,162                             | 2,02                   |
| Nederländerna  | 21,460                            | 2,05                   |
| Nordmakedonien | 0,353                             | 2,22                   |
| Norge          | 10,606                            | 2,20                   |
| Polen          | 34,975                            | 4,12                   |
| Portugal       | 4,627                             | 1,55                   |
| Rumänien       | 8,644                             | 2,25                   |
| Slovakien      | 2,841                             | 2,00                   |
| Slovenien      | 0,949                             | 1,29                   |
| Spanien        | 21,269                            | 1,28                   |
| Sverige        | 13,428                            | 2,14                   |
| Turkiet        | 22,776                            | 2,09                   |
| Storbritannien | 82,107                            | 2,33                   |
| USA            | 967,707                           | 3,38                   |
| NATO totalt    | 1474,399                          | 2,71                   |

## Medlemsstater

### Medlemmar
Totalt ingår 32 medlemsstater i alliansen, varav 22 är medlemmar i Europeiska unionen. Sverige anslöt sig till Nato den 7 mars 2024 och är därmed den nyaste medlemsstaten.
Natos medlemsstater innefattar följande stater:
| Land           | Region           | Aktiva väpnade styrkor | Medlem sedan     | Anmärkning |
| -------------- | ---------------- | ---------------------- | ---------------- | --- |
| Albanien       | Europa           | 8 000 (2021)           | 1 april 2009     | |
| Belgien        | Europa           | 26 000 (2020)          | 24 augusti 1949  | |
| Bulgarien      | Europa           | 30 000 (2021)          | 29 mars 2004     | |
| Danmark        | Europa           | 16 000 (2021)          | 24 augusti 1949  | |
| Estland        | Europa           | 6 500 (2021)           | 29 mars 2004     | |
| Finland        | Europa           | 22 000 (2022)          | 4 april 2023     | |
| Frankrike      | Europa           | 205 000 (2021)         | 24 augusti 1949  | |
| Grekland       | Europa           | 130 000 (2021)         | 18 februari 1952 | |
| Island         | Europa           | 0 (2021)               | 24 augusti 1949  | |
| Italien        | Europa           | 170 000 (2021)         | 24 augusti 1949  | |
| Kanada         | Nordamerika      | 70 000 (2021)          | 24 augusti 1949  | |
| Kroatien       | Europa           | 15 000 (2021)          | 1 april 2009     | |
| Lettland       | Europa           | 6 500 (2021)           | 29 mars 2004     | |
| Litauen        | Europa           | 16 000 (2021)          | 29 mars 2004     | |
| Luxemburg      | Europa           | 900 (2021)             | 24 augusti 1949  | |
| Montenegro     | Europa           | 2 000 (2021)           | 5 juni 2017      | |
| Nederländerna  | Europa           | 35 000 (2021)          | 24 augusti 1949  | |
| Norge          | Europa           | 23 000 (2021)          | 24 augusti 1949  | |
| Nordmakedonien | Europa           | 7 500 (2021)           | 27 mars 2020     | |
| Polen          | Europa           | 120 000 (2021)         | 12 mars 1999     | |
| Portugal       | Europa           | 27 000 (2021)          | 24 augusti 1949  | |
| Rumänien       | Europa           | 67 000 (2021)          | 29 mars 2004     | |
| Slovakien      | Europa           | 13 000 (2021)          | 29 mars 2004     | |
| Slovenien      | Europa           | 7 000 (2021)           | 29 mars 2004     | |
| Spanien        | Europa           | 120 000 (2021)         | 30 maj 1982      | |
| Storbritannien | Europa           | 194 000 (2021)         | 24 augusti 1949  | |
| Sverige        | Europa           | 26 000 (2023)          | 7 mars 2024      | |
| Tjeckien       | Europa           | 26 000 (2021)          | 12 mars 1999     | |
| Turkiet        | Europa och Asien | 400 000 (2021)         | 18 februari 1952 | |
| Tyskland       | Europa           | 184 000 (2021)         | 6 maj 1955       | Inträdde som Västtyskland. Territorierna som tidigare ingått i Östtyskland kom att ingå i Nato från och med Tysklands återförening den 3 oktober 1990. |
| Ungern         | Europa           | 23 000 (2021)          | 12 mars 1999     | |
| USA            | Nordamerika      | 1 400 000 (2021)       | 24 augusti 1949  | |

### Stater i process för medlemskap

Nuvarande medlemmar
Pågående ansökningsprocess
Kandidatländer
Lovade inbjudan
Intensifierad dialog
Medlemskap inget mål
Okänd avsikt

- Bosnien och Hercegovina[148] (2010) med Membership Action Plan (MAP)[149]

- Georgien[150][151] (2008)

- Azerbajdzjan har samarbetat med Nato sedan 1992 och 2005 gick man med i Natos Individual Partership Action Plan, IPAP.[152][153]

- Kosovo har en uttalad önskan om Nato-medlemskap. Men landet är inte erkänt av FN som en egen stat delvis på grund av att Ryssland, som historiskt haft starka band med Serbien, har lagt in sitt veto i FN:s säkerhetsråd. 100 av FN:s 193 medlemsländer har erkänt Kosovo som suveränt.[154] Nato har sedan 1999 omkring 7 000 fredsbevarande soldater stationerade i Camp Bondsteel.

- Ukraina strävar efter att gå med i Nato, och har haft samarbete med Nato sedan 1991. Sedan 30 september 2022 ansöker Ukraina om medlemskap i Nato.[155][156]

### Medlemshistorik

Kronologisk karta över Natos medlemsstaters (förutom Kanada och USA) anslutningsår.

- År 1966 drog sig Frankrike ur det militära samarbetet inom Nato för att kunna bedriva en mer självständig försvars- och utrikespolitik, bland annat för att ha full kontroll över sina egna kärnvapen. Detta innebar bland annat att Frankrike inte deltog i Militärkommittén och på försvarsministrarnas möten. Dock kvarstod Frankrike i själva försvarspakten. Under 1996 återgick Frankrike till att delta i Militärkommittén och vid försvarsministrarnas möten, men det var först 2009 under president Nicolas Sarkozy som landet återanslöt sig helt till Natos kommandostruktur.[83][157][158]

- Grekland och Turkiet, som haft en pågående konflikt sedan första världskriget då Osmanska riket upplöstes, blev medlemmar 1952.[83][159] I samband med att Turkiet invaderade Cypern 1974 lämnade Grekland NATO:s integrerade militära struktur i protest. Sex år senare, 1980, återinträdde dock Grekland i den integrerade militära strukturen.[83][160]

- Från slutet av 1990-talet och framåt har flera nya medlemsstater från det tidigare Östblocket tillkommit, trots att Ryssland protesterat mot exempelvis Polens, Tjeckiens och Ungerns medlemskap.[83]

- 2023 blev Finland medlem följt av Sverige 2024.Kronologisk karta över Natos medlemsstaters (inklusive Kanada och USA) anslutningsår.

Kronologisk karta över Natos medlemsstaters (inklusive Kanada och USA) anslutningsår.

### Finland och Nato
Under kalla kriget hade Finland band till både Sovjetunionen och till Nato-länder, men utan att vara ansluten till någon militiärallians, i enlighet med Paasikivi–Kekkonen-linjen. Linjen implementerades främst genom Vänskaps-, samarbets- och biståndsavtalet (VSB-avtalet) mellan Finland och Sovjetunionen 1948, som ersattes med ett annat avtal 1992, och hade till syfte att Finland skulle fungera som en buffertzon mellan Sovjetunionen och Nato-länderna. Sovjets starka inflytande på Finlands utrikespolitik under perioden har gett upphov till begreppet Finlandisering. Historikern Jukka Tarkka menar att Finland avvek från Paasikivi–Kekkonen-linjen i samband med landets köp av F-18 Hornet 1992. Enligt honom etablerade Finland därigenom en direkt militär förbindelse med USA, oberoende av Nato. Journalisten Unto Hämäläinen menade att Finland övergav Paasikivi–Kekkonen-linjen permanent i samband med den ryska ockupationen av Krim 2014. Den efterföljande krisen tvingade Finland att välja sida mellan öst och väst, enligt Hämäläinen.
Östersjön benämndes "Fredens hav" i sovjetiska utspel från 1957 och framåt. Syftet var att knyta samman Östersjöstater i icke-aggressionsfördrag som även utestängde närvaron av örlogsfartyg från utomstående stater. Varken Nato-länderna kring Östersjön eller Sverige och Finland ställde sig bakom tanken på att förändra Östersjöns folkrättsliga ställning. År 1959 ställde sig Sovjetunionen bakom ett förslag om att göra Norden till kärnvapenfri zon.
År 1994 anslöt sig Finland till Natoprogrammet PFF, och har sedan dess bidragit med fredsbevarande trupper i Kosovo och Afghanistan, och deltagit i Nato-övningar som BALTOPS. I valrörelsen inför presidentvalet i Finland i januari 2006 var Nato-medlemskap en central fråga. Frågan blev återigen aktuell i samband med Rysslands anfall mot Ukraina i februari 2022.
Finland ansökte om medlemskap i Nato den 17 maj 2022. Finlands anslutningsprotokoll till Nato undertecknades av Natoländerna den 5 juli 2022 i Bryssel, och Finland fick observatörsstatus i alliansen. Först var Finlands huvudlinje att träda in i militäralliansen Nato tillsammans med Sverige men efter Turkiets president Erdoğan underströk att Sverige inte lever upp till Turkiets krav beslöt man i Finland att gå vidare med ansökan utan Sverige.
Finland blev fullvärdig Nato-medlem den 4 april 2023.

### Sverige och Nato

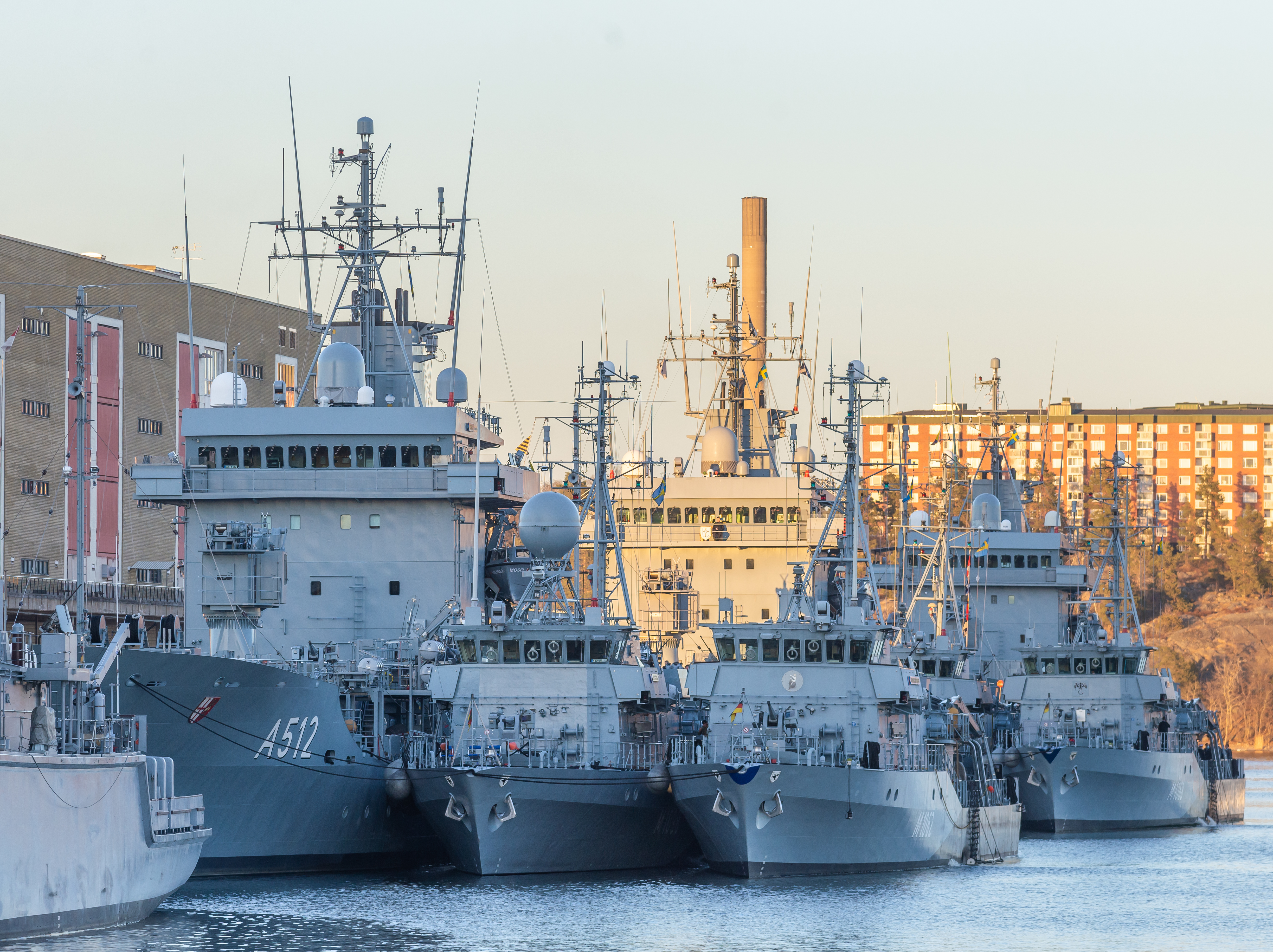
Tyska, estniska, lettiska och litauiska Natofartyg anländer till Stockholm i mars 2022.

#### Historik
I början av 1990-talet ändrade Sveriges försvarspolitik från att tidigare endast ha deltagit i FN:s fredsbevarande styrkor till att närma sig Nato. De första uppdragen var i IFOR och SFOR. Sedan 1994 är Sverige även med i PFF och har deltagit både militärt och civilt. Sverige är även med i Euroatlantiska partnerskapsrådet och 2014 gick Sverige även med i Individuellt Partnerskap. Dessutom är svenska myndigheter med i sex planeringsgrupper underställda Civil Emergency Planning Committee (CEPC) vilket är Natos högsta organ för civila beredskapsfrågor. Den 15 december 2020 beslutade riksdagen att Sverige bör uttala en så kallad Nato-option, vilket då skulle innebära "att Sverige upprätthåller möjligheten att söka medlemskap i försvarsalliansen Nato och noggrant ger akt på förändringar i den internationella säkerhetspolitiska miljön".
Den 16 maj 2022 beslutade Sveriges regering vid ett extrainkallat regeringssammanträde att formellt meddela Nato att Sverige vill upptas som medlem i försvarsalliansen. Beslutet föregicks av en säkerhetspolitisk debatt i riksdagen samma dag, där Centerpartiet, Kristdemokraterna, Liberalerna, Moderaterna, Socialdemokraterna och Sverigedemokraterna meddelade att de stödjer en svensk Natoansökan. Miljöpartiet och Vänsterpartiet motsatte sig Natomedlemskap. Den 5 juli 2022 undertecknade samtliga natomedlemsstater tillsammans med Sverige ett anslutningsprotokoll, vilket gav Sverige en "invitee-status" (en Nato-status för blivande medlemmar). I oktober 2022 hade alla länder utom Ungern och Turkiet slutligen ratificerat Sverige som fullvärdig medlem i försvarsalliansen. Båda ländernas godkännande krävs för att Sverige ska betraktas som medlem i Nato. Sverige, Finland och Turkiet ingick under sommaren 2022 ett multilateralt avtal om krav som Sverige och Finland skulle uppfylla för att få ett turkiskt godkännande, bland annat innehållande krav om utlämningar av terrormisstänkta PKK-anhängare. Efter ett antal uppmärksammade händelser, däribland att Rasmus Paludan bränt en koran utanför Turkiets ambassad i Stockholm i januari 2023 meddelade dock Turkiets president Recep Tayyip Erdoğan att han inte kommer godkänna svenskt medlemskap.  Den 10 juli 2023, efter flera timmars möte med Sveriges statsminister Ulf Kristersson och Turkiets president Erdoğan, meddelade Jens Stoltenberg att Turkiet har för avsikt att godkänna Sveriges NATO-ansökan. I januari 2024 godkände Turkiet Sveriges ansökan till NATO och en månad senare godkände Ungern Sveriges ansökan till NATO vilket innebar att alla 31 medlemsländer hade godkänt Sverige.  Den 7 mars 2024 blev Sverige officiellt medlem i NATO och den högtidliga välkomstceremonin för Sverige som ny NATO-medlem hölls vid Natohögkvarteret i Bryssel den 11 mars 2024.

## Samarbeten med andra mellanstatliga organisationer
Efter kalla kriget har Nato blivit en aktör inom global krishantering och säkerhetsarbete, även utanför Nato-området. I samband med denna förändring har organisationen etablerat ett fördjupat samarbete med organisationer som EU, FN och OSSE. Denna typ av samarbete med internationella organisationer benämns strategiska partnerskap av Nato. Fokuset på strategiska partnerskap ökade efter Natotoppmötet i Lissabon 2010 där FN och EU pekades ut som Natos främsta partners inom kris- och konflikthantering.

### EU och Nato

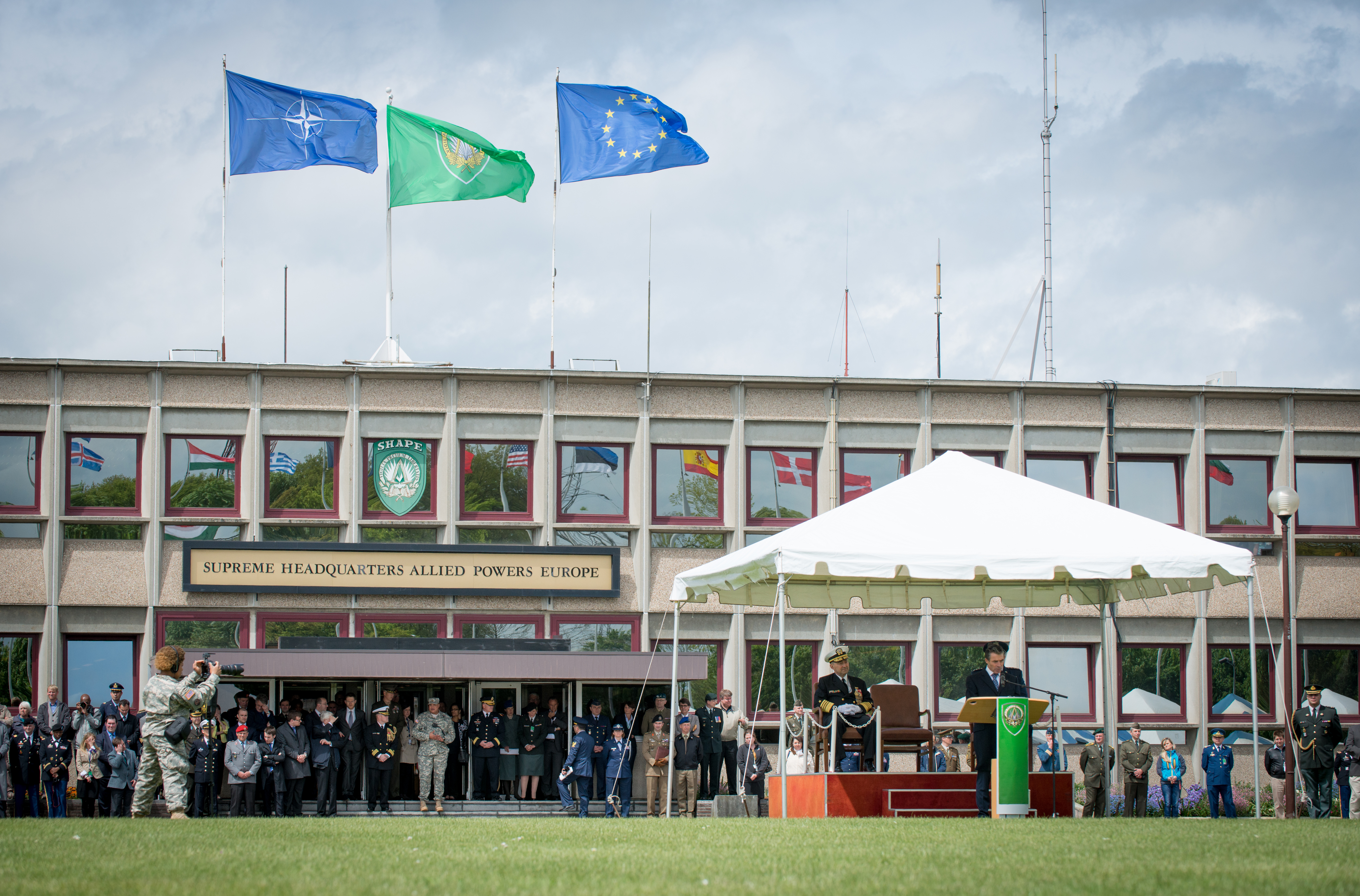
Europeiska flaggan, bredvid Natos och SACEUR:s, i samband med överlämnandet av posten som SACEUR vid SHAPE-högkvarteret i Belgien 2013.

Det formella samarbetet mellan Nato och Europeiska gemenskaperna var obefintligt under kalla kriget. Under 1990-talet inleddes en dialog som sedan intensifierades under 2001. Samarbetet förstärktes 2002 genom Nato-EU-förklaringen om den europeiska säkerhets- och försvarspolitiken (ESFP). Deklarationen ger EU möjlighet att använda Natos planerings- och logistikkapacitet för egna militära operationer, även kallat Berlin plus-överenskommelsen. Året efter enades Nato och EU om en gemensam strategi för västra Balkan och vid EU:s övertagande av insatsen i Republiken Makedonien aktiverades Berlin plus för första gången. I mitten av 00-talet etablerade organisationerna permanenta beskickningar i anslutning till varandras militära ledningsstrukturer. År 2016 deklarerades ett samarbete mot hybrid- och cyberhot, som 2018 följdes av ett samarbetsavtal för skydd mot terrorism, samt kärn-, biologiska- och kemiska vapen.
Samarbeten mellan EU och Nato har skett vid insatser i bland annat Bosnien och Hercegovina, Kosovo, Afghanistan och mot pirater utanför Somalias kust. Organisationerna har även samarbetat för att stödja Afrikanska unionens insatser i Darfur och Sudan.

### FN och Nato
Nordatlantiska fördragets förord och flera av dess artiklar refererar till FN och FN-stadgan. Nato har deltagit i FN-sanktionerade insatser på Balkanhalvön och i Afghanistan, samt i Libyen. I september 2008 undertecknade FN och Nato en gemensam deklaration, varefter samarbetet mellan Nato och ett flertal FN-organ och kommittéer fördjupats.

### AU och Nato
Afrikanska unionen och Nato inledde ett samarbete 2005. Samarbetet började med en förfrågan om stöd för AU:s insats i Sudan, AMIS och senare även UNAMID (African Union – United Nations Hybrid Operation in Darfur). Därefter har samarbetet fördjupats och kommit att omfatta operativt stöd, utbildningsstöd samt strukturstöd. Nato har även gjort mindre insatser i Somalia som stöd för Afrikanska unionens insats i Somalia. År 2015 öppnade Nato ett kontor i nära anslutning till AU:s huvudkontor i Addis Abeba i Etiopien.

### OSSE och Nato
Vid OSSE-toppmötet i Istanbul 1999 lanserades en gemensam plattform med Nato för utveckling av demokrati, stabilitet och välstånd. Organisationerna bedriver även ett samarbete i krishanterings- och säkerhetsfrågor. Samarbetet har varit aktivt genom ett flertal insatser på västra Balkanhalvön. Efter kriget i Georgien 2008 fördjupades relationen genom att Nato vid Natotoppmötet i Lissabon 2010 ställde sig bakom OSSE och den 2009 instiftade Korfuprocessen, som viktiga för säkerhetsarbetet i regionen.

## Partnerskap

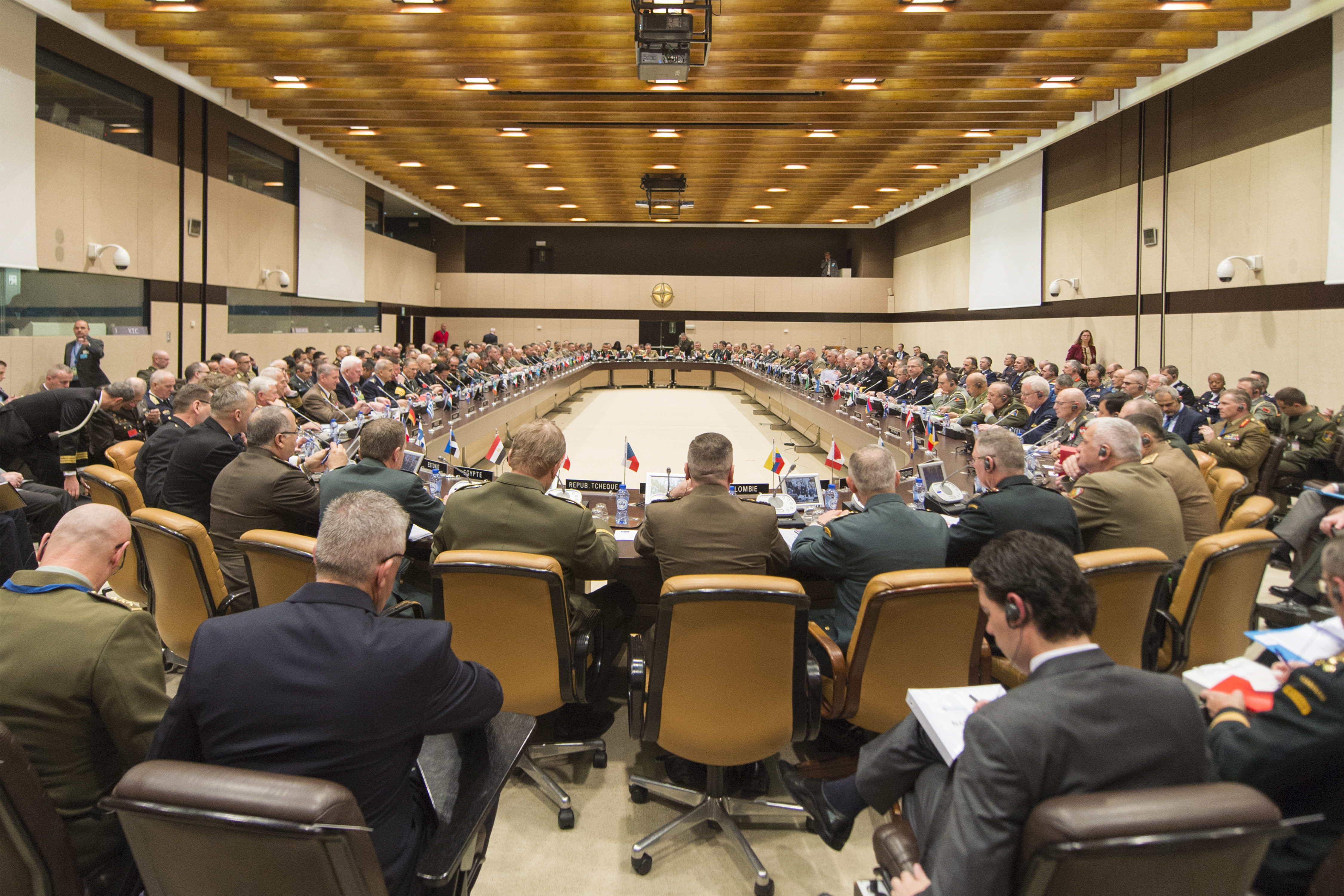
Natomedlemmarna sammanträder med medlemmar av samtliga partnerskap samt företrädare för länder med status som Major non-Nato ally 2018.

Efter kalla kriget har ett antal formella samarbeten kallade partnerskap etablerats mellan Nato och icke-medlemmar. År 2020 hade 40 länder formaliserade partnerskapsavtal med Nato. Länderna fanns i Europa, Nordafrika, Mellanöstern, Asien och Oceanien.

### Partnerskap för fred
Partnerskap för fred, PFF (Partnerships for Peace, PFP), tillkom 1994 som ett samarbete med geografiskt fokus på Europa, samt Centralasien och södra Kaukasus. Samarbetet har gett möjlighet för medlemsländerna att organisera och träna upp sin kapacitet i militär krishantering. PFF är i grunden ett bilateralt avtal där medlemmarna kan välja i vilken omfattning och inom vilka områden man ska samarbeta. Medlemskap i PFF  och deltagande i Euroatlantiska partnerskapsrådet har utöver möjligheten till partnerskap varit en förberedelse för flera av deltagarländerna att kvalificera sig för och inträda i Nato.
År 2020 hade Armenien, Azerbajdzjan, Belarus, Bosnien och Hercegovina, Finland, Georgien, Irland, Kazakstan, Kirgizistan, Malta, Moldavien, Ryssland, Serbien, Sverige, Schweiz, Tadzjikistan, Turkmenistan, Ukraina, Uzbekistan och Österrike ett sådant avtal.

#### Euroatlantiska partnerskapsrådet
Euroatlantiska partnerskapsrådet, EAPR (Euro-Atlantic Partnership Council, EAPC), bildades 1997 och ersatte det 1991 bildade Nordatlantiska samarbetsrådet. EAPR är avsett för att diskutera politiska och säkerhetsrelaterade frågor och utgör ett multilateralt forum för PFF-medlemmarna och Nato.
År 2020 ingick Natos 30 medlemsstater och de 20 medlemmarna i PFF i rådet

### Nato-Rysslandsrådet
Nato-Rysslandsrådet (Nato-Russia Council, NRC) är ett samarbete mellan Ryssland och Natomedlemmarna som instiftades 2002. Det ersatte det 1997 bildade Permanent Joint Council som grundades efter att parterna skrev på ett gemensamt avtal samma år. I avtalet ingår försäkranden från Nato om att inte placera ut kärnvapen eller betydande permanenta truppstyrkor i nya medlemsländer.
Rådet bildades för att underlätta diskussion av säkerhetsfrågor och samarbete mellan parterna. Diskussionerna rör bland annat kärnvapenfrågor, bekämpning av terrorism, räddningstjänstsamarbete, taktiskt  missilförsvar, försvarsreform samt fredsfrämjande arbete. Därutöver är rådet ett utrymme för dialog gällande gemensamma säkerhetspolitiska frågor och diplomati. Samarbetet i rådet avslutades tillfälligt efter Kriget i Georgien 2008 samt efter Krimkrisen 2014.

### Medelhavsdialogen
Medelhavsdialogen (Mediterranean Dialogue, MD) etablerades 1994 för att främja politisk dialog och praktiskt samarbete med utom-Europeiska länder kring Medelhavet. De grundläggande principerna är icke-diskriminering, självdifferentiering, tvåvägs-engagemang, frivillighet och mångfald. Syftet är att bidra till regional säkerhet och stabilitet och skapa en ömsesidig förståelse mellan Nato och de deltagande länderna. MD är primärt utformad som ett bilateralt samarbete med Nato där medlemsländerna kan välja graden av delaktighet, men även multilaterala möten förekommer.
År 2021 var Algeriet, Egypten, Israel, Jordanien, Mauretanien, Marocko och Tunisien medlemmar i dialogen.

### Istanbulinitiativet
Istanbulinitiativet (Istanbul Cooperation Initiative, ICI) etablerades 2004 i syfte att bedriva ett långsiktigt säkerhetsarbete i Mellanöstern genom samarbete mellan Nato och partnerländer i regionen. De sex medlemsländerna i Gulfstaternas samarbetsråd bjöds in och Bahrain, Kuwait, Qatar och Förenade arabemiraten valde att delta. Samarbetet är öppet för samtliga länder i regionen som delar initiativets målsättningar och dess omfattning kan anpassas efter deltagarlandets önskemål.
År 2021 var Bahrain, Kuwait, Qatar och Förenade arabemiraten medlemmar i initiativet.

### Globala partner
Globala partner (Partners Across the Globe) är ett bilateralt samarbetsavtal för länder utanför de övriga partnerskapens geografiska avgränsningar. I samarbetet diskuteras globala säkerhetsfrågor så som cyberförsvar, terrorismbekämpning, katastrofhjälp samt kvinnor, fred och säkerhet. Praktiskt samarbete sker genom övningar och möjlighet att delta i Nato-insatser. Medlemmarna kan välja vilka områden och vilken omfattning samarbetet gäller.
År 2021 hade Afghanistan, Australien, Colombia, Irak, Japan, Sydkorea, Mongoliet, Nya Zeeland och Pakistan ett sådant avtal.

### Individuellt partnerskap
Individuellt partnerskap (Enhanced Opportunities Partner, EOP) är ett avtal från 2014 för särskilt anpassat och fördjupat bilateralt samarbete med Nato. De länder som bjöds in i samband med grundandet uppfyllde inte kraven för medlemskap eller saknade uttalade ambitioner att gå med i Nato.
Australien, Georgien, Jordanien och Ukraina (sedan 2020) har ett sådant avtal.

### Major non-Nato ally, MNNA
Major non-Nato ally är egentligen inget tilläggsavtal till Nato, utan en status en främmande makt kan erhålla från USA, i enlighet med amerikansk lagstiftning.